# Partido Nacionalista Vasco
El Partido Nacionalista Vasco, oficialmente denominado Euzko Alderdi Jeltzalea-Partido Nacionalista Vasco (en euskera: Euzko Alderdi Jeltzalea; en francés: Parti Nationaliste Basque; EAJ-PNV o, en Francia, EAJ-PNB), es un partido político español creado en 1895, de ideología nacionalista vasca y que se sitúa principalmente en el centro del espectro político. El partido también ha sido descrito como de ideología liberal, socialdemócrata y demócrata cristiana con facciones de centroderecha y centroizquierda.
Fundado en 1895 por Sabino Arana, es el segundo partido político más antiguo surgido en España que existe en la actualidad, tras el Partido Socialista Obrero Español (PSOE). Ostentó la presidencia del Gobierno de Euzkadi desde la promulgación del primer Estatuto de Autonomía del País Vasco en 1936, en plena guerra civil española, con José Antonio Aguirre como primer lendakari. Mantuvo la presidencia en el exilio y, tras la promulgación del Estatuto de Guernica en 1979, presidió el Gobierno Vasco desde 1980 hasta 2009 de manera ininterrumpida, siendo, con la excepción del gobierno de Patxi López entre 2009 y 2012, el partido con mayor presencia institucional en el País Vasco. En Navarra forma parte de la coalición Geroa Bai, y actualmente ostenta la presidencia del Parlamento Foral. En las instituciones españolas está representado con grupo parlamentario propio en el Congreso y en el Senado; es uno de los partidos que apoyó la investidura del actual presidente del Gobierno de España Pedro Sánchez. Su presencia en el País Vasco francés es reducida, aunque en algunas elecciones ha sido la primera fuerza dentro del espectro político del nacionalismo vasco. Cuenta también con un representante en el Parlamento Europeo, donde actualmente se encuentra adscrito al Partido Demócrata Europeo.
Es el partido con mayor presencia en las instituciones del País Vasco, tanto en el Parlamento local como en las diputaciones y los ayuntamientos; y el que tiene un mayor número de afiliados (25 000). El lema tradicional del partido es Jaungoikoa eta lege zaharra («Dios y ley vieja»). Su actividad radica en el País Vasco, Navarra, el País Vasco francés y el enclave de Treviño (provincia de Burgos, Castilla y León). Cuenta asimismo con delegaciones en Argentina, Chile, México y Venezuela. Anualmente, y desde 1932, el PNV celebra el día de Pascua de Resurrección, el Aberri Eguna (Día de la Patria -Vasca-). También celebra anualmente, desde 1977, el último domingo de septiembre, el más próximo a San Miguel de Aralar, una fiesta multitudinaria, el Alderdi Eguna (Día del Partido). Sus sedes sociales se llaman batzokis y en la actualidad existen más de 200 repartidas por todo el mundo.

## Historia

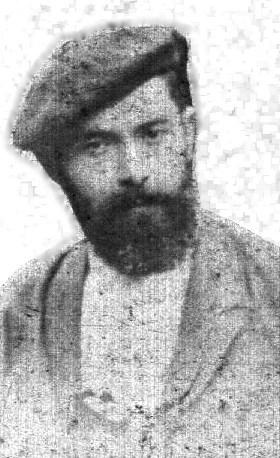
Sabino Arana fue el fundador y primer dirigente del PNV.

Tras las guerras carlistas, la abolición de los fueros, mediante la Ley de 21 de julio de 1876, y el auge de la industrialización que trajo consigo una fuerte inmigración y un gran cambio en poco tiempo para la sociedad vizcaína, Sabino Arana interpretó el nacionalismo romántico haciéndose eco de la corriente nacionalista europea, y fundó el Partido Nacionalista Vasco en 1895 con la finalidad de lograr la independencia de «Euzkadi» (los territorios vascos que incluían Navarra y el País vasco francés) y fundar un Estado vasco. Hasta entrado el siglo XX solo tendría presencia en la ciudad de Bilbao, donde se editaba el periódico oficial del partido: Bizkaitarra.
Con el carlismo mantuvo una relación conflictiva, ya que el nacionalismo vasco lo acusaba de «españolista», y el carlismo, por su parte, acusaba al nacionalismo vasco de «separatista» y «antipatriota». En sus inicios, la relación entre ambos partidos fue de enfrentamiento, posteriormente de cooperación en defensa de los fueros, como en el caso de la Alianza Foral de 1921, y finalmente de enemistad plena durante la guerra civil española.

### Escisiones
La historia del PNV está definida por el hecho de mantenerse fiel a un modelo de partido de comunidad en el que tradicionalmente ha existido un ala ortodoxa fiel a los principios de Sabino Arana y otra de carácter más posibilista. Los nombres de dichos sectores han ido cambiando con el tiempo y han dado lugar a diversas escisiones, siendo las más destacables las siguientes:
- En 1909 se funda el Partido Nacionalista Liberal Vasco y en 1911 el Partido Republicano Nacionalista Vasco, que se consideran los antecesores de Acción Nacionalista Vasca en la contraposición a la hegemonía del PNV dentro del nacionalismo vasco.
- En 1921 se produce otra escisión, en la que el PNV llegó a perder su nombre y quedó dividido en la mayoritaria y más moderada Comunión Nacionalista Vasca y Aberri, que estaba compuesta por un sector más nacionalista e independentista. Se reunificaron en 1930.
- En 1930 surgió Acción Nacionalista Vasca (EAE-ANV), un partido nacionalista de izquierdas, que no estaba de acuerdo con la refundación del PNV por parte de esos otros dos sectores, a los que consideraba más conservadores. ANV subsistió hasta 2008, año en el que fue ilegalizada por su vinculación a Batasuna y ETA.
- En 1958 se escindió el grupo Ekin de la organización juvenil del PNV, Euzko Gaztedi Indarra (EGI), a la que se había incorporado poco antes, por considerar demasiado moderada la política del PNV contra el franquismo. Posteriormente, esta escisión sería el origen de ETA.
- En 1982 se escindió el colectivo Euzkotarrak, con el objetivo de recuperar la ortodoxia sabiniana. En el aspecto ideológico se caracterizaba como independentista en lo nacional y más conservador que el PNV en lo social.[25] Estuvo liderado por Antón Ormaza, expresidente del Bizkai Buru Batzar y expulsado del partido en 1980, y tuvo su núcleo principal en la localidad vizcaína de Bermeo. Más tarde, este colectivo ingresó en la siguiente escisión del partido, Eusko Alkartasuna.
- En 1986 se escindió Eusko Alkartasuna (EA), debido mayormente a las discrepancias del entonces lendakari Carlos Garaikoetxea (posterior líder de la escisión) y la dirección del PNV. EA es un partido de carácter socialdemócrata, proclive a la autodeterminación y en la actualidad de carácter independentista e integrado en Euskal Herria Bildu junto con otros partidos políticos de la izquierda abertzale.

### Evolución electoral

#### Navarra
- En Navarra, el PNV se integró en 2003 en la coalición Nafarroa Bai junto con Aralar, Eusko Alkartasuna, Batzarre y candidatos independientes, consiguiendo uno de los cinco diputados. En los comicios municipales y forales de Navarra de mayo de 2007, Nafarroa Bai logró ser la segunda fuerza política de la comunidad (tras UPN) con 12 parlamentarios y 120 concejales. Los cargos públicos son propuestos por los partidos de la coalición y correspondió al PNV la propuesta de uno de los representantes en el Parlamento de Navarra y de 24 concejales. En algunas localidades navarras, el PNV se presentó fuera de la coalición, concretamente en Lesaca, Aranaz, Yanci y Vera de Bidasoa, obteniendo otros nueve concejales y dos alcaldías.[26][27] En el año 2011 con Nafarroa Bai integrada por PNV, Aralar e independientes volvió a ser la primera fuerza nacionalista en Navarra, tercera fuerza en la comunidad foral y segundo partido en Pamplona.

#### Parlamento europeo
- Para las elecciones al Parlamento Europeo de 2009, el PNV revalidó su coalición con Convergència y Unió Democràtica de Catalunya. Sin embargo, la negativa del Bloque Nacionalista Galego (BNG) hizo que desapareciera la denominación histórica "Galeusca" y, con la entrada de otros socios, como Coalición Canaria (CC) o el Partido Andalucista (PA), se formara la candidatura Coalición por Europa. El segundo puesto de la candidatura fue ocupado por Izaskun Bilbao, presidenta saliente del Parlamento Vasco, que obtuvo el acta de eurodiputada.

En Francia, a pesar de la participación del PNV en la Federación de Regiones y Pueblos Solidarios, que daba su apoyo a la candidatura ecologista Europe Écologie, decidió presentarse en solitario, por primera vez, sólo en la circunscripción Sur-Oeste, bajo el nombre de Euskadi Europan (Euskadi en Europa), con Jean Telletxea, concejal de Urrugne, como cabeza de lista. La causa fue la incomodidad del PNV con José Bové, cabeza de lista de Europe Écologie en la circunscripción Sur-Oeste, debido a sus posiciones sobre la construcción europea y los métodos de acción, que el PNV calificaba de "poco democráticos".
El PNV fue la primera fuerza política en el País Vasco (207.040 votos, 28,54%), si bien perdió casi siete puntos porcentuales respecto a anteriores elecciones, con el PSE-EE a menos de un punto de distancia. En Navarra obtuvo 3.601 votos (1,80%), siendo la séptima fuerza de la comunidad foral. Euskadi Europan obtuvo 4.138 votos (1,98% en Pirineos Atlánticos).
En el País Vasco Francés, siendo el presidente del IBB el exconcejal de Anglet Ramuntxo Camblong, el PNV rehusó participar en la coalición Euskal Herria Bai, debido a la presencia de Batasuna. En 2008, el PNB tenía nueve concejales elegidos en las listas de las mayorías municipales en las elecciones municipales francesas de marzo de 2008 en Bayona, San Juan de Luz, Urrugne, Ciboure, Ascain, San Juan Pie de Puerto y Macaye. En las elecciones municipales francesas de marzo de 2014 resultaron elegidos 14 concejales del PNB.

#### Parlamento Vasco
- Las elecciones al Parlamento Vasco de 1998 vinieron precedidas por los pactos nacionalistas que dieron lugar a la tregua de ETA indefinida y al Pacto de Estella, así como por la ruptura del gobierno tripartito al desmarcarse el PSE del PNV y Eusko Alkartasuna (EA). Además, por primera vez desde el final de la dictadura franquista, el PP estaba al frente del Gobierno de España.

PNV y EA se presentaron en coalición por primera vez en estos comicios, empeorando ligeramente sus resultados, mientras que salieron reforzados tanto el PP como la izquierda abertzale, que se presentó bajo las siglas de Euskal Herritarrok (EH). El PNV ganó en Vizcaya, EH en Guipúzcoa y el PP en Álava. No obstante, se mantuvo la misma proporción entre nacionalistas vascos (41 escaños) y el resto de fuerzas (34), si bien con una reordenación en cada uno de los bloques. Juan José Ibarretxe fue investido por primera vez lendakari, gracias al apoyo de EA y EH.
- Las elecciones al Parlamento Vasco de 2001 se produjeron en un clima de tensión tras la ruptura del Pacto de Estella y de la tregua de ETA.

Por primera vez, la izquierda y la derecha «constitucionalistas» presentaron una estrategia común para desbancar al PNV del poder autonómico. Esta política de frentes benefició a la coalición PNV-EA, que se reeditó como respuesta, ganando en las tres provincias y obteniendo 33 parlamentarios y el 42,37 % de los votos, mientras que el PP y el PSE no lograban sobrepasarles, obteniendo menos escaños (32 entre ambos) y votos (40,6% en total con 22,9% y 17,7%, respectivamente). Estos resultados propiciaron un nuevo tripartito (PNV-EA-EB) en minoría, con 36 escaños sobre 75.
- En las elecciones al Parlamento Vasco de 2005, junto con EA, consiguió 29 escaños (22 el PNV y 7 EA) correspondientes al 38,67% del electorado.

- En las elecciones al Parlamento Vasco de 2009, el PNV, en esta ocasión concurriendo en solitario, obtuvo más de 396.000 votos, que suponen 30 escaños (38,56%), siendo el partido más votado en Vizcaya y Guipúzcoa y a menos de 2000 sufragios (1,20%) del PSE-PSOE en Álava, pero dejando en el aire la posibilidad de obtener los apoyos suficientes para conservar la lehendakaritza. Al no haber obtenido Eusko Alkartasuna (EA) ni Ezker Batua-Berdeak, sus anteriores socios de gobierno, los apoyos necesarios para conformar con ellos una mayoría suficiente, Patxi López, del PSE-EE, fue investido lendakari por el Parlamento Vasco con el apoyo del PP.

- En las elecciones al Parlamento Vasco de 2012, el PNV se convirtió de nuevo en la fuerza más votada en el País Vasco. El PNV consiguió cerca de 385.000 votos y 27 escaños, sacándole casi 107.000 votos y 6 escaños de diferencia a la segunda fuerza política, que fue la coalición Euskal Herria Bildu. El porcentaje obtenido fue de más del 34,6%, casi diez puntos más que la segunda fuerza más votada.

En Vizcaya fue la fuerza más votada, logrando 11 escaños, más de 230.000 votos, y rondando casi el 38,5% del voto emitido. Fue la fuerza más votada en la mayoría de municipios del territorio histórico y en la práctica totalidad de los municipios de gran tamaño.
En Álava fue la fuerza más votada en territorio alavés, consiguiendo 7 escaños, con más de 40.000 votos, y rondando el 26% del voto emitido.
En Guipúzcoa fue la segunda fuerza, pero a menos de 600 votos de la coalición Euskal Herria Bildu y colocándose como la fuerza más votada. Alcanzó el 32% del voto emitido, logrando 9 parlamentarios al conseguir más de 114.000 votos.

#### Elecciones generales
- Las elecciones generales de 2008 supusieron un serio retroceso del PNV, que perdió casi 120.000 votos y un escaño, no consiguiendo ser la lista más votada en ninguna de las provincias vascas (segunda en Vizcaya y Guipúzcoa tras el PSE-PSOE y tercera en Álava tras el PSE-PSOE y el PP), ni en sus capitales (tercera tras el PSE-PSOE y el PP en Vitoria y San Sebastián, segunda tras el PSE-PSOE en Bilbao). Obtuvo 303.246 votos (27,14% en el País Vasco), que se tradujeron en seis escaños. En las elecciones al Senado ganó dos senadores, uno por Guipúzcoa y otro por Vizcaya, que se unen al que ya posee por designación autonómica. En Navarra, Nafarroa Bai mantuvo sus resultados y su acta de diputado.

#### Elecciones municipales
- En el País Vasco, tras las elecciones municipales de 2007, el PNV obtuvo un total de 1024 concejales en los ayuntamientos vascos, manteniendo su hegemonía como fuerza política mayoritaria, seguida del PSE-EE (339 ediles) y de ANV (337). Tras los pactos post-electorales logró las tres diputaciones provinciales de Vizcaya, Guipúzcoa y Álava.

- En las elecciones municipales de 2011 el PNV se afianzó como primera fuerza política en Euskadi logrando 326.165 votos. Por territorios, el desglose de resultados fue:

En Vizcaya se convirtió en la primera fuerza y logró 22 junteros en las Juntas Generales, lo que le sirvió para que José Luis Bilbao se convirtiera de nuevo en Diputado General del territorio. La presencia de Bildu le restó poder local, al perder alcaldías como Bermeo, Marquina-Jeméin u Ondárroa, pero a la vez se convirtió en la llave para que el PNV gobernara en otros municipios, como Valle de Trápaga, Basauri o Sestao (gobernado anteriormente por el PSE-EE). Entre sus mejores resultados destacarían los 15 concejales logrados en Bilbao, los cuales dieron la mayoría absoluta para que Iñaki Azkuna repitiera como alcalde, así como los resultados de Santurce, donde consiguió 12 concejales frente a 9 que lograron los partidos de la oposición, un pueblo de tradición histórica socialista.
En Guipúzcoa se mantuvo como segunda fuerza, aunque en esta ocasión por detrás de Bildu y a gran distancia de la tercera fuerza, que fue el PSE-EE. Bildu recuperó alcaldías en detrimento de las que había alcanzado el PNV debido a la ilegalización de la izquierda abertzale en muchos municipios. A pesar de todo, el PNV subió 10.000 votos frente a las anteriores elecciones y conservó las alcaldías de Aya, Urnieta, Elgóibar y Fuenterrabía, sacando sus mejores resultados en la primera y la última. Además permitió a Bildu gobernar en consistorios tan importantes como Rentería, San Sebastián y Andoáin (gobernado anteriormente por el PSE-EE) gracias a su abstención, o incluso con su apoyo como en Lasarte-Oria, donde las elecciones las ganó el PSE-EE. En San Sebastián subió unos 3000 votos, lo que le supuso un concejal más. Pasó a ser la primera fuerza en los barrios de El Antiguo e Ibaeta, y logró su mayor porcentaje de voto en el distrito Centro de la ciudad.
En Álava el PNV mantuvo los resultados de las anteriores elecciones, pero al igual que en Guipúzcoa, la presencia de Bildu le restó poder municipal. Perdió la alcaldía de Llodio (segundo municipio más poblado del territorio), pero consiguió la alcaldía de Amurrio (tercer pueblo más poblado, gobernado antes por EA). En Vitoria mantuvo sus seis concejales, pero pasó de la tercera a la segunda fuerza en número de votos.

### Relaciones con otros partidos nacionalistas y regionalistas
El Partido Regionalista de Cantabria (PRC) contó inicialmente con el apoyo del PNV en su búsqueda estatutaria para Cantabria. Dirigentes de ambos partidos participaron en actos comunes, como el realizado en marzo de 1981 en Vitoria en el que el Carlos Garaikoetxea, presidente del Consejo General Vasco y futuro lendakari, compartió estrado con el líder regionalista Miguel Ángel Revilla, prometiendo un apoyo incondicional a una futura comunidad autónoma cántabra.
Impulsor de la autonomía cántabra, su decisión de no concurrir a las elecciones generales y su débil apoyo electoral hicieron que su participación en el proceso autonómico fuese minoritaria. Así, hubo un único representante del PRC, Esteban Solana, en la Asamblea Mixta de parlamentarios y diputados provinciales (compuesta por diputados y senadores elegidos por Cantabria junto con los 27 diputados provinciales) constituida el 10 de septiembre de 1979 (por 22 de la Unión de Centro Democrático y 11 del PSOE) para redactar el estatuto de Autonomía. La Asamblea eligió una ponencia de diez miembros, en la que también participó Solana, para elaborar el anteproyecto de estatuto. El 2 de junio de 1980 la Asamblea aprobó el proyecto de estatuto con el único voto a favor de los representantes de la UCD. El representante regionalista acompañó a los socialistas en su rechazo. Como fruto de la colaboración entre regionalistas y nacionalistas vascos, fueron estos los que, al carecer el PRC de representación en el Congreso de los Diputados, hicieron oír, a través de su entonces portavoz Marcos Vizcaya, como miembro de la ponencia, la voz de los regionalistas cántabros durante la tramitación del estatuto en las Cortes españolas.

## Ideología

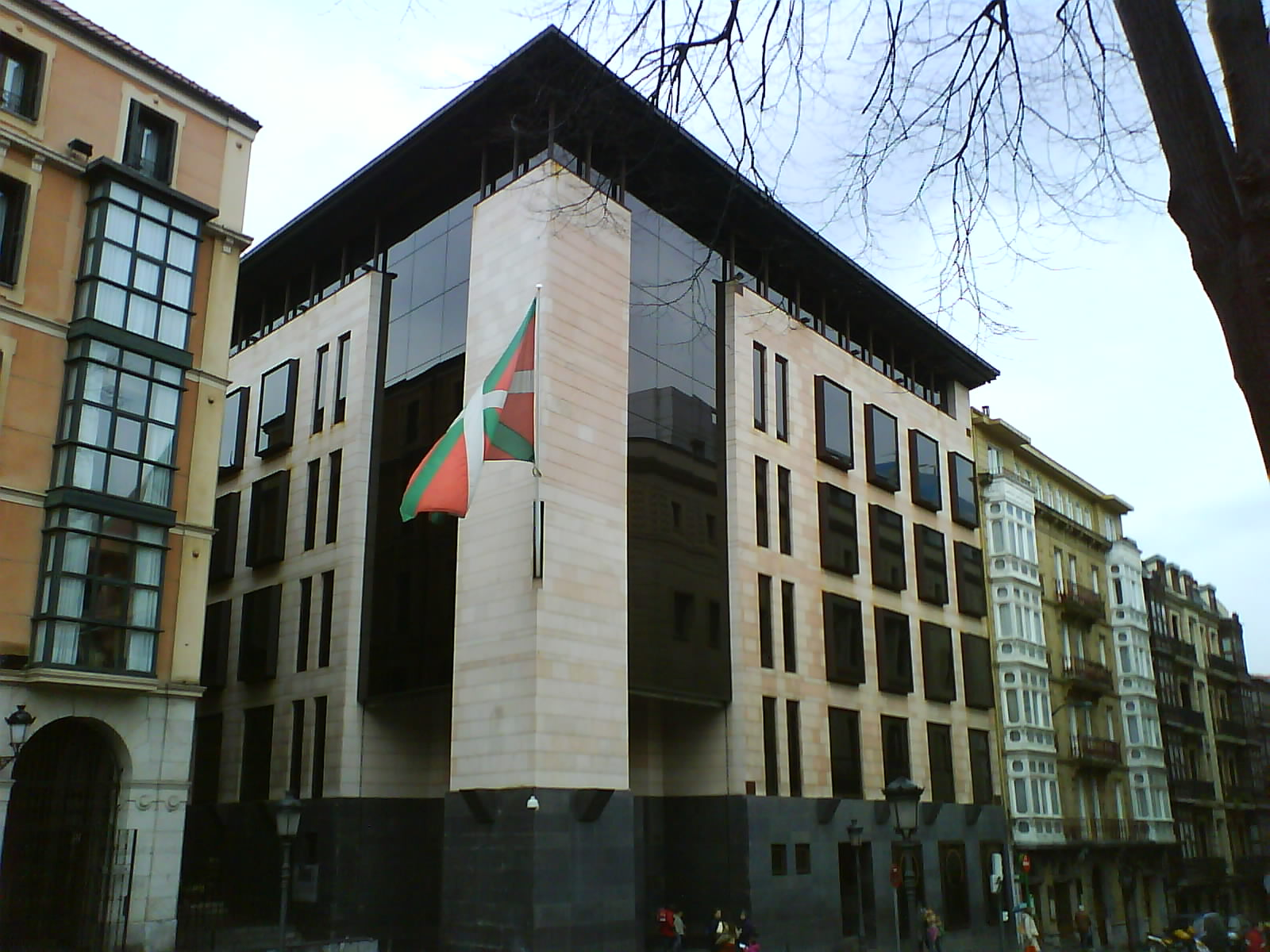
Sabin Etxea es la sede central del PNV y se encuentra en Bilbao.

En sus estatutos, el PNV se define a sí mismo como partido «vasco, democrático, aconfesional y humanista, abierto al progreso y a todos los movimientos de avance de la civilización que redunden en beneficio del ser humano». Se trata de un partido democristiano y nacionalista. Mayoritariamente, el PNV ha sido definido por los politólogos y medios como un partido de centroderecha, aunque algunos, como la Encuesta Social Europea, lo sitúan en el centro dentro del eje izquierda-derecha.
En sus inicios basaba sus planteamientos en los principios tradicionales del nacionalismo romántico del siglo XIX (como la lengua, la religión y la raza) y se alineaba con los principios de la doctrina social de la Iglesia. En la actualidad reivindica principalmente el derecho a la autodeterminación para los territorios históricos vascos, denominados como Euskal Herria.

Como nacionalistas vascos trabajaremos por articular políticamente los territorios vascos, pero manteniendo en todo momento que ni la historia ni la geografía según esquemas pasados son realidades determinantes a futuro. En la cultura política democrática que profesamos, los proyectos políticos se legitiman por el consentimiento explícito de la ciudadanía. El futuro común de los vascos se ha de configurar en torno a un proyecto libre y democráticamente compartido (Iñigo Urkullu, abril de 2008).

No obstante, su ideología oficial aún habla de su "concepción trascendente de la existencia con la afirmación de la Nación Vasca, cuyo ser político ha de expresarse a partir de la recuperación de su soberanía nacional".
El PNV se posicionó en favor de la Constitución Europea en el referéndum celebrado en España en 2005.

### Posición respecto a ETA
El PNV ha condenado a ETA en repetidas ocasiones, refiriéndose a su actividad como «terrorismo» y ha denunciado todos sus atentados. Ha sido objeto de ataques por parte de ETA y la izquierda abertzale radical, si bien nunca ha tenido víctimas mortales.
En ocasiones, el PNV ha sido acusado de haber mantenido una postura ambigua con respecto a la actuación contra el entorno de ETA. Sin embargo, nunca se ha interpuesto una denuncia contra el PNV por colaboración con ETA o con el terrorismo. El Partido Nacionalista Vasco convocó una de las primeras manifestaciones masivas contra ETA en octubre de 1978.

## Organización

### Nombre
«Euzko Alderdi Jeltzalea» no es la traducción literal de «Partido Nacionalista Vasco», sino que vendría a significar «Partido vasco de los simpatizantes del JEL». El JEL se corresponde con la expresión vasca Jaungoikoa eta lege zaharra (en español: Dios y la ley vieja), refiriéndose a los fueros, en referencia a los principios de tradición político-religiosa que el PNV defendía en sus inicios, aunque en la actualidad es un partido autodeclarado aconfesional desde 1977. Debido a ese acrónimo, los simpatizantes del PNV reciben el nombre de jeltzales.

### Estructura interna

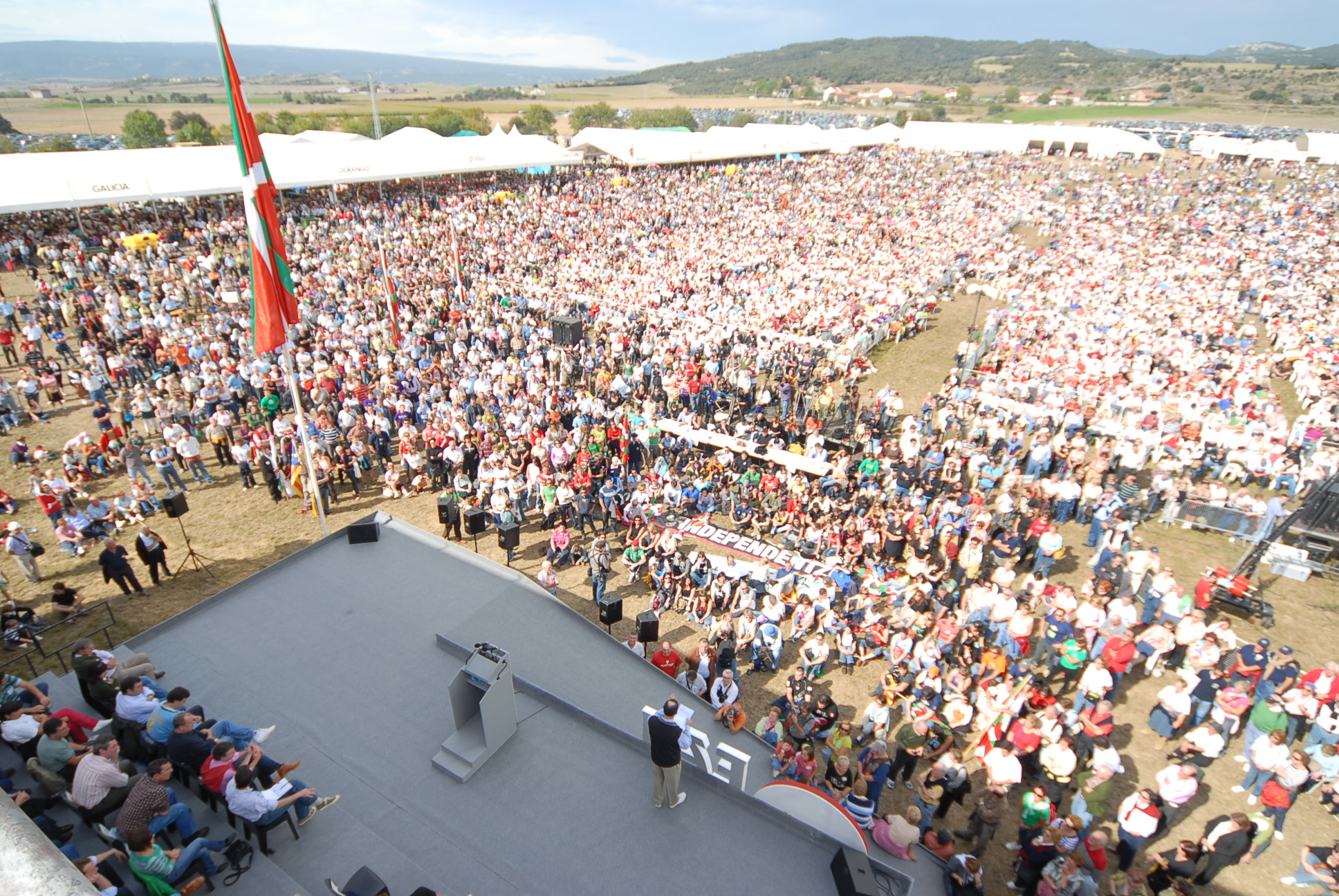
Fotografía del Alderdi Eguna (Día del Partido) de 2007.

El PNV tiene una estructura que funciona a tres niveles: municipal, regional o territorial y nacional, separando su representación pública de sus organismos internos. Existen 233 organizaciones municipales, con un total de más de 25.000 afiliados.
La implantación social del partido se refuerza con los batzokis, las sedes sociales del PNV. El primero de ellos se inauguró el 14 de julio de 1894 en el casco viejo de Bilbao, un año antes de la constitución formal del PNV como partido. Hoy en día hay casi 200 batzokis repartidos por todo el mundo. En febrero de 2007 se inauguró su batzoki virtual (e-batzokia) que fue la sede social número 176 del PNV.
El órgano ejecutivo del PNV, el Euzkadi Buru Batzar (EBB), está presidido por Andoni Ortuzar. El EBB se compone además de los presidentes de los Consejos Regionales (Vizcaya, Itxaso Atutxa; Guipúzcoa, Joseba Egibar; Álava, José Antonio Suso; Navarra, Unai Hualde; Iparralde, Pako Arizmendi) y ocho burukides (miembros del Consejo) elegidos por la Asamblea Nacional de entre los propuestos por las asambleas territoriales. Los consejos regionales, compuestos de entre diez y quince miembros, son el Bizkai Buru Batzar (BBB) en Vizcaya, el Gipuzko Buru Batzar (GBB) en Guipúzcoa, el Araba Buru Batzar (ABB) en Álava, el Napar Buru Batzar (NBB) en Navarra y el Ipar Buru Batzar (IBB) del País Vasco francés. Además, existen órganos ejecutivos independientes de estos cinco en Madrid, Barcelona, Venezuela y Argentina.

### Organizaciones asociadas
El PNV cuenta con una organización juvenil llamada Euzko Gaztedi Indarra (EGI), fundada en 1904. El partido creó en 1911 su propio sindicato, Solidaridad de Trabajadores Vascos (ELA-STV), si bien en la actualidad este ya no se encuentra ligado orgánicamente a la formación. En 1988 se constituyó la Fundación Sabino Arana, centrada en el conocimiento de la historia del nacionalismo vasco, así como su preservación y divulgación.

### Presidentes
- Sabino Arana Goiri (1895-1903).[51]
- Ángel Zabala Ozamiz, Kondaño (1903-1906).
- Diputación colegiada compuesta por Santiago Alda, Alipio Larrauri, Antonio Arroyo, Vicente Larrinaga y Eduardo Arriaga (1906-1908).
- Luis Arana (1908-1915).[52]
- Ramón Bikuña (1915-1917).[53]
- Gorgonio de Rentería (1917-1920).
- Ignacio de Rotaeche (1920-1930).[54]
- Juan de Eguileor (1921-1923).
- Alipio Larrauri (1923-1928).[55]
- Ceferino de Jemein (1928-1930).[56]
- Ramón Bikuña (1930-1932).
- Luis Arana Goiri (1932-1933).[57]
- Jesús Doxandabaratz (1933-1934).[58]
- Isaac López Mendizábal (1934-1935).
- Doroteo de Ziáurriz (1935-1951).[59]
- Juan Ajuriaguerra (1951-1957).[60]
- José Aguerre (1957-1962).
- Dirección colegiada compuesta por Joseba Rezola, Jesús Solaun y Ignacio Unceta (1962-1971).
- Mikel Isasi (1971-1975).
- Ignacio Unceta (1975-1977).
- Carlos Garaikoetxea (1977-1980).[61]
- Xabier Arzalluz (1980-1984).
- Román Sudupe (1984-1985).
- Jesús Insausti, Uzturre (1985-1987).
- Xabier Arzalluz (1987-2004).
- Josu Jon Imaz (2004-2008).
- Iñigo Urkullu (2008-2013).
- Andoni Ortuzar (2013–2025).
- Aitor Esteban (2025–presente).

### Afiliación internacional
Originalmente, el PNV fue socio fundador de la Internacional Demócrata Cristiana, firmándose en 1947 su inicio en la sede del partido en el exilio, en París. El PNV había dejado el Partido Popular Europeo (PPE) en 1999 para integrarse en Los Verdes, tras no ser invitado a la cumbre del PPE de ese año y abandonó la Internacional Demócrata de Centro en el año 2000 a instancias del PP por 125 votos a favor contra 9, debido a que el PNV no acataba la modificación de Estatutos que le imponía su pertenencia obligatoria al Partido Popular Europeo; también motivaron la expulsión de PNV, según miembros de la IDC, los contactos con ETA anteriores a una de las treguas de la organización. Por su parte, el PNV denunció un supuesto giro conservador en el seno de la IDC.
En junio de 2008, el presidente del PNV, Iñigo Urkullu, fue nombrado vicepresidente del Partido Demócrata Europeo, al que también pertenecieron la Unión para la Democracia Francesa (UDF) francesa y La Margherita italiana. Actualmente lo es Andoni Ortuzar. Izaskun Bilbao fue vicepresidenta del grupo ALDE en el Parlamento Europeo en la legislatura 2014-2019.

## Representación institucional
El PNV cuenta con una gran implantación en dos comunidades autónomas españolas: el País Vasco y Navarra, aunque también está presente en el enclave de Treviño (Castilla y León). Coalición por Europa, de la que formaba parte el PNV, llegó a ser primera fuerza en el municipio de Valle de Villaverde (Cantabria) en las elecciones europeas de 2009 y 2014, aunque no se presenta a las municipales ni a las autonómicas en dicho territorio.
El PNV ha liderado (en solitario o coaligado con otros partidos) el Gobierno Vasco, teniendo su presidencia (Lehendakaritza) desde 1980 (salvo en un periodo de mayo de 2009 a diciembre de 2012; asumiendo Patxi López, del PSE-EE, la Lehendakaritza). Tras las elecciones autonómicas de 2012, Iñigo Urkullu se convirtió en el séptimo lendakari de la historia y el sexto lendakari del PNV.

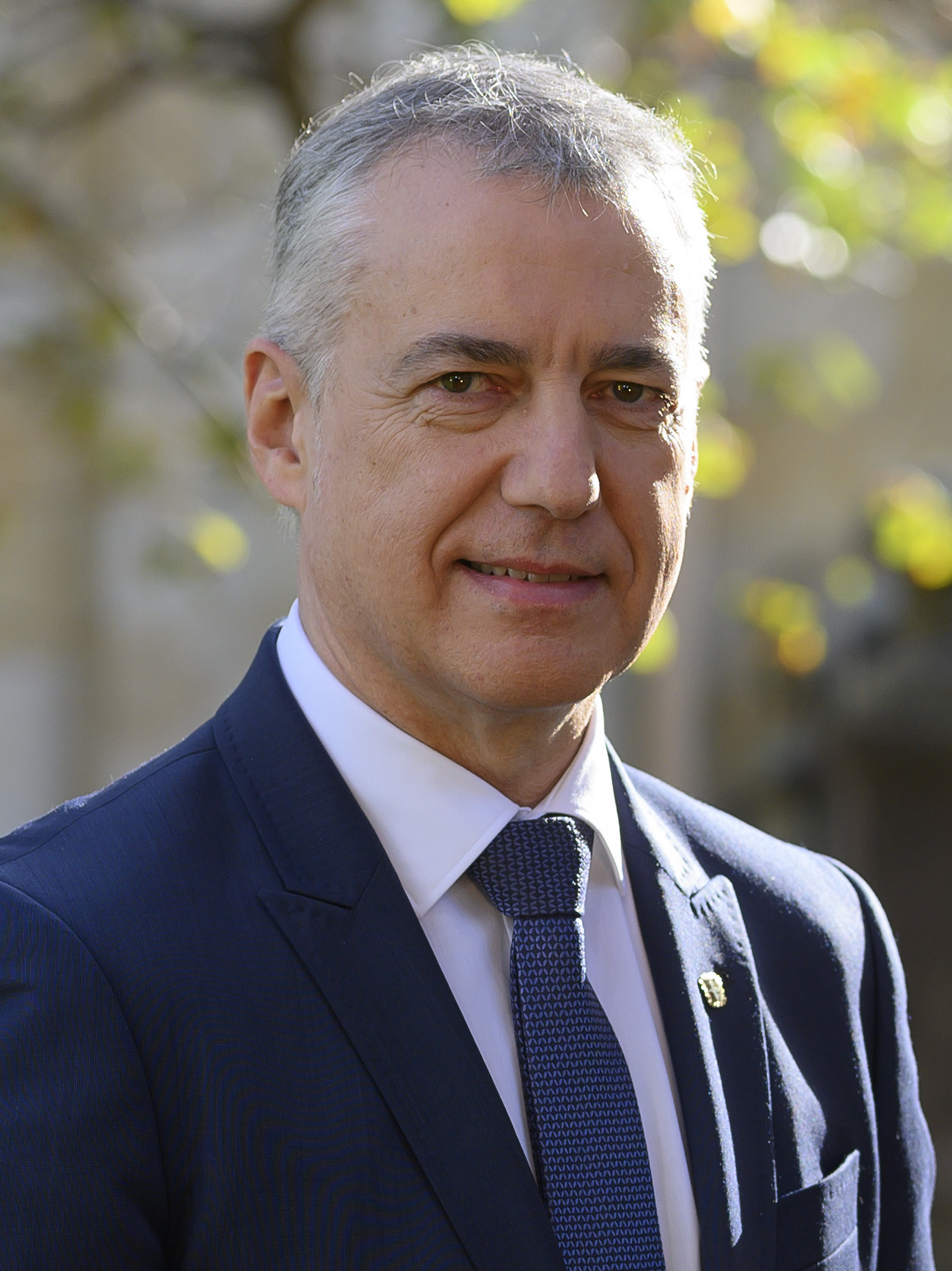
Iñigo Urkullu, del PNV, lendakari desde las elecciones de octubre de 2012 hasta las de abril de 2024

Posee sendos grupos parlamentarios en el Congreso de los Diputados y en el Senado.
| Representación institucional        | Representación institucional          |
| ----------------------------------- | ------------------------------------- |
| Concejales                          | 981/2651 (Álava, Guipúzcoa y Vizcaya) |
| Alcaldes                            | 90/251 (Álava, Guipúzcoa y Vizcaya)   |
| Parlamento Vasco                    | 27/75                                 |
| Juntas Generales de Vizcaya         | 23/51                                 |
| Juntas Generales de Guipúzcoa       | 17/51                                 |
| Juntas Generales de Álava           | 15/51                                 |
| Parlamento de Navarra               | 4/50 (dentro de Geroa Bai)            |
| Congreso de los Diputados de España | 5/350                                 |
| Senado de España                    | 5/266 (4 electos, 1 autonómico)       |
| Parlamento Europeo                  | 1 (elegida en la lista de CEUS)       |

## Resultados electorales

### Elecciones autonómicas

#### Parlamento Vasco
| Comicios | Cabeza de lista      | Votos         | %     | Escaños | +/-         | Gobierno                              | Notas                                                                   |
| -------- | -------------------- | ------------- | ----- | ------- | ----------- | ------------------------------------- | ----------------------------------------------------------------------- |
| 1980     | Carlos Garaikoetxea  | 349 102 (1.º) | 38,10 | 25/60   |             | Gobierno en minoría                   |                                                                         |
| 1984     | Carlos Garaikoetxea  | 451 178 (1.º) | 42,01 | 32/75   | 7           | Gobierno en minoría                   |                                                                         |
| 1986     | José Antonio Ardanza | 271 208 (1.º) | 23,71 | 17/75   | 15          | Coalición con PSOE                    |                                                                         |
| 1990     | José Antonio Ardanza | 289 701 (1.º) | 28,49 | 22/75   | 5           | Coalición con EA y EE (1990-1991)     |                                                                         |
| 1990     | José Antonio Ardanza | 289 701 (1.º) | 28,49 | 22/75   | 5           | Coalición con PSOE y EE (1991-1994)   |                                                                         |
| 1994     | José Antonio Ardanza | 304 346 (1.º) | 29,84 | 22/75   | Sin cambios | Coalición con PSE-EE y EA (1994-1998) |                                                                         |
| 1994     | José Antonio Ardanza | 304 346 (1.º) | 29,84 | 22/75   | Sin cambios | Coalición con EA (1998)               |                                                                         |
| 1998     | Juan José Ibarretxe  | 350.322 (1.º) | 28,01 | 21/75   | 1           | Coalición con EA                      |                                                                         |
| 2001     | Juan José Ibarretxe  | 604.222 (1.º) | 42,72 | 26/75   | 5           | Coalición con EA (2001)               | En coalición con EA, 33 parlamentarios en total (26 del PNV y 7 de EA). |
| 2001     | Juan José Ibarretxe  | 604.222 (1.º) | 42,72 | 26/75   | 5           | Coalición con EA y EB-B (2001-2005)   | En coalición con EA, 33 parlamentarios en total (26 del PNV y 7 de EA). |
| 2005     | Juan José Ibarretxe  | 468.117 (1.º) | 38,67 | 22/75   | 4           | Coalición con EA y EB-B               | En coalición con EA, 29 parlamentarios en total (22 del PNV y 7 de EA). |
| 2009     | Juan José Ibarretxe  | 399.600 (1.º) | 38,14 | 30/75   | 8           | Oposición                             |                                                                         |
| 2012     | Iñigo Urkullu        | 384.766 (1.º) | 34,61 | 27/75   | 3           | Gobierno en minoría                   |                                                                         |
| 2016     | Iñigo Urkullu        | 398.168 (1.º) | 37,36 | 28/75   | 1           | Coalición con PSE-EE                  |                                                                         |
| 2020     | Iñigo Urkullu        | 349.429 (1.º) | 39,12 | 31/75   | 3           | Coalición con PSE-EE                  |                                                                         |
| 2024     | Imanol Pradales      | 370.554 (1.º) | 35,22 | 27/75   | 4           | Coalición con PSE-EE                  |                                                                         |

#### Parlamento de Navarra
| Comicios | Candidatura              | Candidato principal del PNV         | Votos        | %    | Escaños | Notas |
| -------- | ------------------------ | ----------------------------------- | ------------ | ---- | ------- | --- |
| 1979     | Nacionalistas Vascos     | Manuel de Irujo                     | 12.845 (6.º) | 5,06 | 3/70    | Coalición con EE, ESEI y PTE, que solo se presentó en la merindad de Pamplona y obtuvo tres parlamentarios, todos del PNV.   |
| 1983     | PNV                      | Iñaki Cabasés                       | 18.169 (5.º) | 6,88 | 3/50    | |
| 1987     | PNV                      | Vicente Arocena                     | 2.661 (11.º) | 0,96 | 0/50    | |
| 1991     | PNV                      | José Antonio Urbiola                | 3.071 (10.º) | 1,13 | 0/50    | |
| 1995     | Nacionalistas de Navarra | José Antonio Urbiola                | 2.943 (8.º)  | 1,01 | 0/50    | |
| 1999     | Coalición EA-PNV         | José Manuel Goikoetxea (número 3)   |              |      | 1/50    | Coalición con Eusko Alkartasuna (EA), que obtuvo 3 parlamentarios (uno del PNV).                                             |
| 2003     | Coalición EA-PNV         | José Luis Echegaray (número 3)      |              |      | 1/50    | Coalición con EA, que obtuvo cuatro parlamentarios (uno del PNV).                                                            |
| 2007     | Nafarroa Bai             | José Ángel Aguirrebengoa (número 8) |              |      | 1/50    | Coalición con Aralar, EA, Batzarre e independientes, que obtuvo doce parlamentarios (uno del PNV).                           |
| 2011     | NaBai-2011               | Manuel Ayerdi (número 4)            |              |      | 1/50    | Coalición con Aralar e independientes, que obtuvo ocho escaños (uno del PNV).                                                |
| 2015     | Geroa Bai                | Manuel Ayerdi (número 2)            |              |      | 4/50    | Coalición con Zabaltzen, que obtuvo nueve escaños (cuatro del PNV).                                                          |
| 2019     | Geroa Bai                | Unai Hualde (número 2)              |              |      | 4/50    | Coalición con Zabaltzen, que obtuvo nueve escaños (cuatro del PNV: Unai Hualde, Manu Ayerdi, Blanca Regúlez y María Solana). |
| 2023     | Geroa Bai                | Unai Hualde (número 2)              |              |      | 2/50    | |

### Elecciones generales

#### Restauración y Cortes Republicanas
| Comicios | Votos   | %    | Diputados | Notas |
| -------- | ------- | ---- | --------- | --- |
| 1918     |         |      | 7/412     | Primeras elecciones generales a las que se presentó. Lo hizo con la denominación Comunión Nacionalista Vasca.                                                                    |
| 1919     |         |      | 5/406     | |
| 1920     |         |      | 1/437     | |
| 1923     |         |      | 1/437     | |
|          |         |      |           | |
| 1931     | 127.800 | 1,50 | 7/470     | En las candidaturas Pro Estatuto Vasco en Vizcaya y Guipúzcoa, Coalición Católico-Fuerista en Navarra y Candidatura Católico-fuerista en Álava. Ver Coalición católico-fuerista. |
| 1933     | 183.000 | 2,14 | 11/472    | |
| 1936     | 150.100 | 1,59 | 9/473     | |

#### Cortes Generales
| Comicios  | Votos   | %    | Diputados                  | Senadores | Notas                             |
| --------- | ------- | ---- | -------------------------- | --------- | --------------------------------- |
| 1977      | 296.193 | 1,62 | 8/26 País Vasco y Navarra. | 4/248     | Frente Autonómico, por el Senado. |
| 1979      | 296.597 | 1,65 | 7/26 País Vasco y Navarra. | 8/264     |                                   |
| 1982      | 395.656 | 1,88 | 8/26 País Vasco y Navarra. | 7/264     |                                   |
| 1986      | 309.610 | 1,53 | 6/26 País Vasco y Navarra. | 7/264     |                                   |
| 1989      | 254.681 | 1,24 | 5/26 País Vasco y Navarra. | 4/264     |                                   |
| 1993      | 291.448 | 1,24 | 5/24 País Vasco y Navarra. | 3/264     |                                   |
| 1996      | 318.951 | 1,27 | 5/24 País Vasco y Navarra. | 4/264     |                                   |
| 2000      | 353.953 | 1,53 | 7/24 País Vasco y Navarra. | 6/264     |                                   |
| 2004      | 420.980 | 1,63 | 7/19 País Vasco.           | 6/264     |                                   |
| 2008      | 306.128 | 1,19 | 6/18 País Vasco.           | 2/264     |                                   |
| 2011      | 324.317 | 1,33 | 5/18 País Vasco.           | 4/264     |                                   |
| 2015      | 302.316 | 1,20 | 6/18 País Vasco.           | 6/266     |                                   |
| 2016      | 287.014 | 1,19 | 5/18 País Vasco.           | 5/266     |                                   |
| 2019 (I)  | 395.884 | 1,51 | 6/18 País Vasco.           | 9/208     |                                   |
| 2019 (II) | 379.002 | 1,57 | 6/18 País Vasco.           | 9/208     |                                   |
| 2023      | 275.782 | 1,12 | 5/18 País Vasco.           | 4/208     |                                   |

### Elecciones al Parlamento Europeo
| Elecciones | Candidatura                                    | Votos                          | %          | Eurodiputados | Grupo | Notas |
| ---------- | ---------------------------------------------- | ------------------------------ | ---------- | ------------- | ----- | --- |
| 1986       |                                                |                                |            | 2/60          | –     | Fueron elegidos de modo proporcional al número de parlamentarios (diputados y senadores).                                                                       |
| 1987       | Unión Europeísta                               | 208.135 (CAV) 2.574 (Navarra)  | 19,58 0,91 | 0/60          | –     | Coalición con otros. |
| 1989       | Coalición Nacionalista                         | 201.809 (CAV) 2.410 (Navarra)  | 21,19 1,05 | 1/60          | NI    | Legislatura no completa. Cargo rotatorio dentro de la coalición.                                                                                                |
| 1994       | Coalición Nacionalista                         | 233.626 (CAV) 2.835 (Navarra)  | 25,85 1,23 | 1/64          | EPP   | Coalición con otros. Obtuvo 2 escaños en total, siendo asignado uno al PNV que no completó la legislatura.                                                      |
| 1999       | Coalición Nacionalista - Europa de los Pueblos | 392.800 (CAV) 17.030 (Navarra) | 34,53 5,70 | 1/64          | G/EFA | Coalición con otros. Obtuvo dos escaños en total. También concurrió EA, por lo que no es posible hacer una atribución de votos para el PNV. Se ofrece el total. |
| 2004       | Galeusca-Pueblos de Europa                     | 249.143 (CAV) 4.188 (Navarra)  | 35,49 2,10 | 1/54          | ALDE  | Coalición con otros. Obtuvo dos escaños en total. |
| 2009       | Coalición por Europa                           | 208.432 (CAV) 3.691 (Navarra)  | 28,75 1,82 | 1/50          | ALDE  | Coalición con otros. Obtuvo dos escaños en total. |
| 2014       | Coalición por Europa                           | 208.987 (CAV) 5.404 (Navarra)  | 27,96 2,52 | 1/54          | ALDE  | Coalición con otros. Obtuvo tres escaños en total. |
| 2019       | Coalición por una Europa Solidaria             | 380.577 (CAV) 27.202 (Navarra) | 34,20 8,00 | 1/54          | RE    | Coalición con otros. |
| 2024       | Coalición por una Europa Solidaria             | 196.152 (CAV) 8.272 (Navarra)  | 22,44 3,17 | 1/61          | RE    | Coalición con otros. |

### Elecciones municipales
| Elecciones | Votos   | %     | Concejales | Notas                                    |
| ---------- | ------- | ----- | ---------- | ---------------------------------------- |
| 1979       | 354.925 | 37,75 | 1.082      |                                          |
| 1983       | 392.406 | 39,45 | 1.257      |                                          |
| 1987       | 240.293 | 22,45 | 816        |                                          |
| 1991       | 297.816 | 30,15 | 984        |                                          |
| 1995       | 310.659 | 28,36 | 996        |                                          |
| 1999       | 397.580 | 34,69 | 1.135      | En coalición con Eusko Alkartasuna (EA). |
| 2003       | 498.473 | 44,54 | 1.602      | En coalición con Eusko Alkartasuna (EA). |
| 2007       | 308.877 | 31,80 | 1.029      |                                          |
| 2011       | 327.100 | 30,74 | 882        |                                          |
| 2015       | 360.424 | 33,77 | 1.017      |                                          |
| 2019       | 403.784 | 36,01 | 1.050      |                                          |
| 2023       | 322.373 | 31,69 | 981        |                                          |